# 15-cm-Marinekanone Škoda K10
Die 15-cm-Marinekanone Škoda K10 war ein Schiffsgeschütz der österreich-ungarischen Marine, welches im Ersten Weltkrieg zum Einsatz kam.

## Entwicklung
1910 begann Škoda in Pilsen mit der Entwicklung eines weiteren Schiffsgeschütz mit dem Kaliber von 14,9 cm. Diese wurde, nach einigen Test, von der österreich-ungarischen Marine genehmigt und Škoda begann mit dem Bau der Marinekanone. Das neue Geschütz erhielt die Bezeichnung 15-cm-Marinekanone Škoda K10.

## Technische Beschreibung
Das Geschützrohr bestand aus Stahl und verfügte über einen horizontal verschiebbaren Verschlussblock. Als Munition wurde Granaten mit getrenntem Sprengstoff und Granathülse genutzt. Dabei wurden zwei Arten von Granaten verschossen. Zum einen Sprenggranaten mit und zum anderen panzerbrechenden Granaten. Beide Munitionsarten wogen 45,5 kg. Mit einer Mündungsgeschwindigkeit von 880 m/s konnte die Marinekanone die Granaten bis zu 15 km weit mit der höchsten Richtung feuern.
Das Geschütz verfügte über einen halbkreisförmigen Schild, welches direkt in die Kasematte passte. Der Höhenrichtbereich war mit −6° bis +15° Winkelgrad sehr niedrig, weshalb das Geschütz nur für die Bekämpfung gegen Seeziele geeignet war. Nach rechts und links war das Geschütz nur um 60 Winkelgrad drehbar. Um das Geschütz in die gewünschte Richtung zu drehen, musste es mit Handräder in Position gedreht werden.

## Einsatz

### Österreich-Ungarn
In der Österreichischen Marine wurde die Marinekanone als Sekundärbewaffnung auf den vier Schlachtschiffen der Tegetthoff-Klasse verbaut. Jedes Schiff verfügte über sechs Geschütze auf jeder Seite. Sie standen auf Sockeln in speziellen Kasematten mittschiffs. Nach dem Ende des Ersten Weltkrieges wurde das Schlachtschiff Tegetthoff als Reparationszahlung nach Italien geliefert.

### Königreich Italien
Im Königreich Italien wurde die Tegetthoff nach Venedig geschleppt und lag dort bis 1923 vor Anker. 1925 wurde sie nach La Spezia gebracht und verschrottet. Die geborgenen Geschütze der Tegetthoff wurden als Küstenbatterien in Libyen und Kroatien genutzt und erhielten die Bezeichnung Cannone da 149/47. Für die Küstenbatterien, welche im Zweiten Weltkrieg zum Einsatz kamen, wurden das Geschützrohr, die Sockel und die Panzerschilde weiter verwendet. Die Lafetten wurden jedoch modifiziert um den Höhenrichtbereich von +15 auf +35 Winkelgrad anzuheben. Auch wurde der Schwenkbereich zu den Seiten auf 360 Winkelgrad erhöht.

## Verbleib
Das einzige, heute noch existente Geschütz befindet sich auf der Insel Veli Brijun, in der Nähe von Pula in Kroatien. Das Geschütz gehörte zur, mit vier Geschützen ausgerüsteten, Kanonen-Batterie Madonna. Beim zweiten, noch dort stehenden und rostenden Geschütz, wurde das Kanonenrohr durch ein ähnliches ersetzt.